# 广佛新干线
广佛新干线是位于廣東省佛山市南海区，一条呈东西走向的城市主干道，大致走向与广佛路一致，西起佛山虹岭路、兴业东路与高尔夫路路口，东至黄岐立交与广佛放射线及广州环城高速黄岐立交相连，全长13.4公里。主路双向八车道，设计行车速度80公里每小时。
23°06′06″N 113°07′30″E / 23.10179983°N 113.12496050°E

## 与之交汇道路
顺序由西往东排列，粗体字为主干道
- 虹岭路、兴业东路、高尔夫路
- 贤潭路
- 文华北路
- 佛山大道
- 联河路
- 桂和路
- 广佛江珠高速广佛新干线出口
- 盐步大道
- 广州环城高速黄岐出口

## 历史
广佛新干线分为两段敷设，首段起于广佛公路大浩湖路口，上跨广佛高速公路、桂江公路、盐步大道，止于广州西环高速黄岐出口，全长约9.23公里，2005年9月正式开始动工，并于2008年10月通车，其二期工程的建设于2010年年底通车。

### 快速路化改造

#### 已建设部分
2022年3月22日，广佛新干线佛山一环隧道工程主线开通，隧道全长635米，原交叉立交改为隧道交通，分离直行车流与高速出入车流。
2022年5月30日上午9点30分，广佛新干线佛山一环隧道开放辅道，并同步开放广佛江珠高速辅道穗盐路至广佛新干线段，广佛江珠高速广佛新干线出入口同步全部开通。

#### 规划在建或拟建部分
2021年3月7日，广佛新干线及西延复合通道工程环评公示发布，由高速通道和地方快速通道组成。
高速通道路线总长33.861公里，穿过丹灶鎮西接广昆高速公路，以高速标准建设，采用双向6车道，设计车速100公里/小时；设立交6处，服务区1处，特长隧道1处。
地方快速通道总长30.735公里，起于佛山市南海区大沥镇西围村（广州环城高速黄岐互通西侧），终于丹横路与金石大道交叉处。狮山博爱路段为新建段。途经佛山市南海区大沥镇、狮山镇、丹灶镇，以一级公路标准建设，并敷设辅道，主道双向6—8车道，设计车速60—80公里每小时，辅道双向4—6车道，设计车速40—50公里每小时。
2023年12月11日，佛山市发改局发布《广佛新干线快速路工程项目变更审批前公示》，开始广佛新干线西延与快速路段改造。

#### 改造意义
将改善广佛新干线拥堵，缓解桂丹路交通压力。

## 轶事
2015年7月，羊城晚报记者在广州西环高速路的金沙洲至黄岐段发现，由于广佛新干线较为重要，此路段的路牌几乎全部标出该道路，然而路牌上“广佛新干线”中的“新干线”一词之英文却被译为日本新干线专有名词“Shinkansen”，疑是机器翻译所致错误。